# Kenny Roberts junior

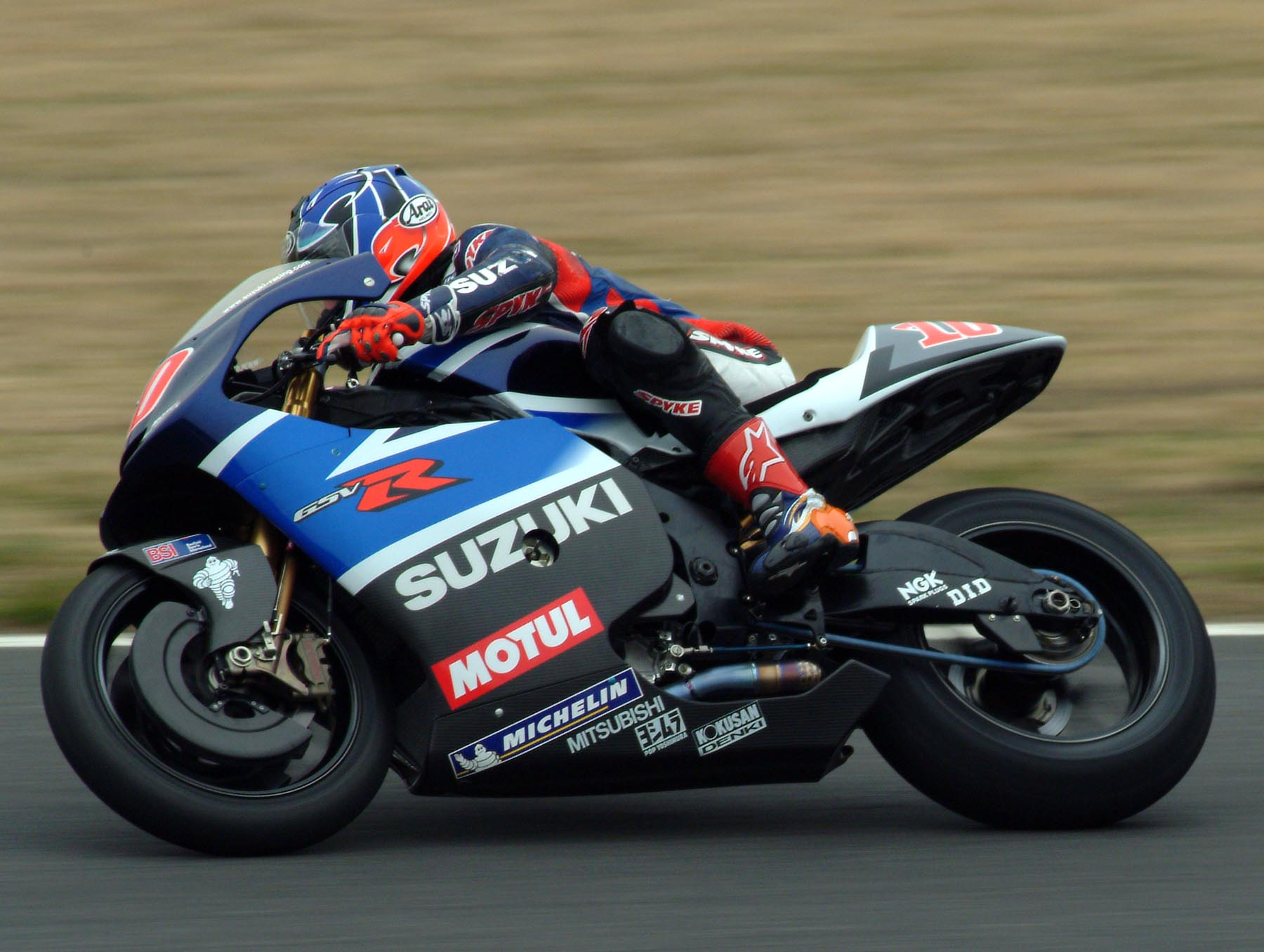
Roberts op Suzuki bij de Grand Prix van Japan 2003

Kenneth Lee (Kenny) Roberts junior (Kenny Roberts jr.) (Mountain View, Verenigde Staten, 25 juli 1973) is een Amerikaans motorcoureur en enkelvoudig wereldkampioen wegrace in de 500cc-klasse. Hij is de zoon van drievoudig 500cc-wereldkampioen Kenny Roberts sr.

## Carrière
Kenny Roberts jr. begon zijn carrière in het wereldkampioenschap wegrace in 1993 in de 250cc-klasse. Daar reed hij in het  Marlboro-Yamaha team van zijn vader. In 1997 stapte hij over naar de 500cc-klasse, wederom met het team Marlboro-Roberts.
In 1999, toen hij uitkwam voor het Suzuki-fabrieksteam kwam, kwamen ook de overwinningen. Roberts jr. werd met vier Grand Prix-overwinningen tweede in het wereldkampioenschap achter Honda-coureur Àlex Crivillé uit Spanje. In het seizoen 2000 werd hij, 19 jaar na de laatste titel van zijn vader, zelf wereldkampioen in de 500cc-klasse. „Little Kenny“ was daarmee de zesde Amerikaanse wereldkampioen in de koningsklasse van de motorsport en laatste wereldkampioen voor de serie van vijf overwinningen door Valentino Rossi die volgden.
Aan het begin van het seizoen 2006 keerde Roberts jr. na zes jaren bij Suzuki terug in het nieuwe KR-team van zijn vader. Met een zelfontwikkelde machine en Honda-motoren behaalde bij enkele goede resultaten en finishte twee maal als derde op het podium. 
Het KR-team werd ook in 2007 met motoren van Honda uitgerust, die op basis van nieuwe reglementen nog slechts 800 cc cilinderinhoud hadden. Het seizoen verliep voor Roberts jr. en het KR-team echter zeer ontnuchterend. Men kon de successen van het jaar ervoor niet benaderen. Daarnaast had Roberts jr. motivatieproblemen en ging er vanaf de Grand Prix van Catalonië even tussenuit en gaf zijn plaats over aan zijn broer Kurtis. Aanvankelijk was het plan om bij de Grand Prix van de Verenigde Staten terug te keren, maar van een terugkeer is het niet meer gekomen.